# Lee Shin Cheng
Lee Shin Cheng (* 3. Juni 1939; † 1. Juni 2019) war ein malaysischer Unternehmer.

## Leben
Lee leitete das malaysische Unternehmen IOI Group, das unter anderem in der Palmölproduktion und im Immobiliensektor tätig ist. Nach Angaben des US-amerikanischen Forbes Magazin gehörte Lee zu den reichsten Malaysiern. Er war verheiratet, hatte sechs Kinder und wohnte mit seiner Familie in Jeram.